# Izabella Rapacz
Izabella Maria Rapacz (Cracovia, 25 settembre 1995) è una pallavolista statunitense di origine polacca, opposto delle Columbus Fury.

## Biografia
Nasce in Polonia, trasferendosi poco dopo negli Stati Uniti d'America.

## Carriera

### Club
Muove i primi passi da pallavolista nei tornei scolastici dell'Illinois, giocando per la Glenbrook South HS. Dopo il diploma approda invece nella lega universitaria NCAA Division I, dove dal 2014 al 2017 si disimpegna con la Temple. 
Nell'annata 2018-19 gioca per la prima volta da professionista, approdando nella serie cadetta polacca per indossare la casacca dell'Energetyk Poznań, mentre nell'annata seguente è in Liga Siatkówki Kobiet con il Pałac Bydgoszcz. Nella stagione 2020-21 è di scena con il Wrocław, trasferendosi nella stagione seguente al Developres Rzeszów, dove nel corso di un biennio si aggiudica due volte la Supercoppa polacca e conquista una coppa nazionale.
Dopo aver disputato il campionato 2023-24 con le tedesche del Wiesbaden, in 1. Bundesliga, nel campionato seguente milita inizialmente nella Chinese Volleyball Super League con lo Shenzhen e poi disputa la Pro Volleyball Federation 2025 con le Columbus Fury.

## Palmarès

### Club
- Coppa di Polonia: 1

2021-22
- Supercoppa polacca: 2

2021, 2022